# Emil Anger
Emil Anger (24. března 1914 – 26. srpna 1958) byl český fotbalový obránce. Obávaný obránce, přezdívaný pro tvrdou hru „Doktor“.

## Fotbalová kariéra
Hrál za Bohemia/Bohemians Praha a SK Pardubice. V lize odehrál 91 utkání a dal 10 gólů. Po sestupu SK Pardubice z prvoligové soutěže hrál druhou ligu za SK Chotěboř (1946/47) a poté se vrátil zpět do Pardubic. V letech 1948–1958 působil jako trenér (nejprve jako hrající) týmu MZK, ČSSZ, Tatranu Pardubice (vše byly postupně se měnící názvy někdejšího SK Pardubice).